# درازماهی
درازماهی (نام علمی: Molva molva) نام یک گونه از تیره روغن‌ماهیان است.